# Enceinte de Beaune
L'enceinte de Beaune est un ancien ensemble de fortifications qui protégeait la ville de Beaune.

## Histoire
Sous Louis XI, le duché de Bourgogne est annexé au royaume de France, à Beaune, le roi fait construire un château tandis que l'enceinte est renforcée par quatre boulevards ce sont (dans le sens horaire) les tours, des Filles, la Grosse Tour et les tours des Dames et des Cordeliers.
Des parties de l'ancienne enceinte sont inscrites au titre des monuments historiques par les arrêtés des 3 octobre 1929 et 10 septembre 1937

## Vestiges
Il ne subsiste à ce jour que quatre tours du château fort, ainsi que de nombreux vestiges des remparts de la ville. 

Quelques vestiges des anciens remparts de Beaune
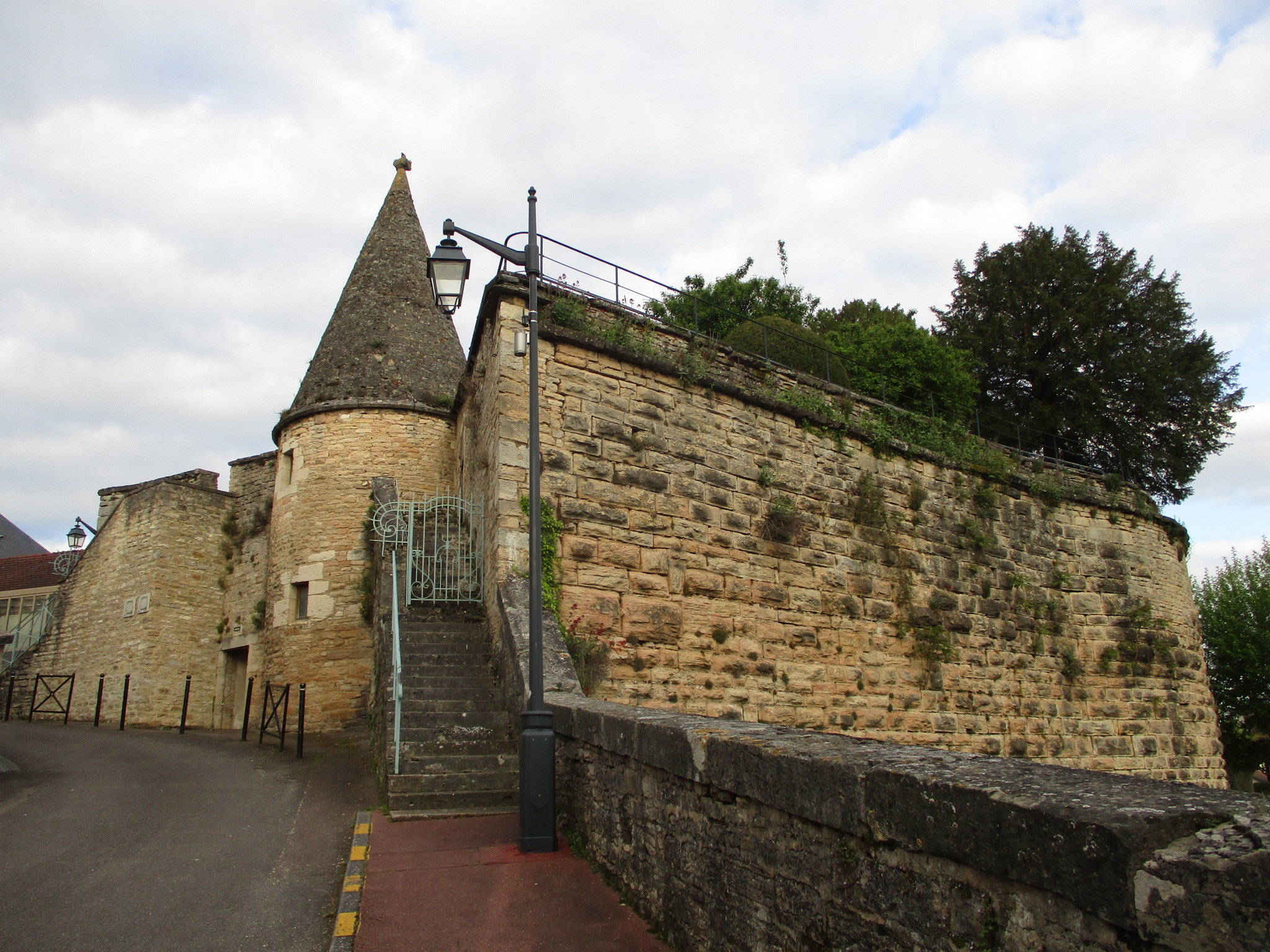
Tour des Billes et grosse Tour
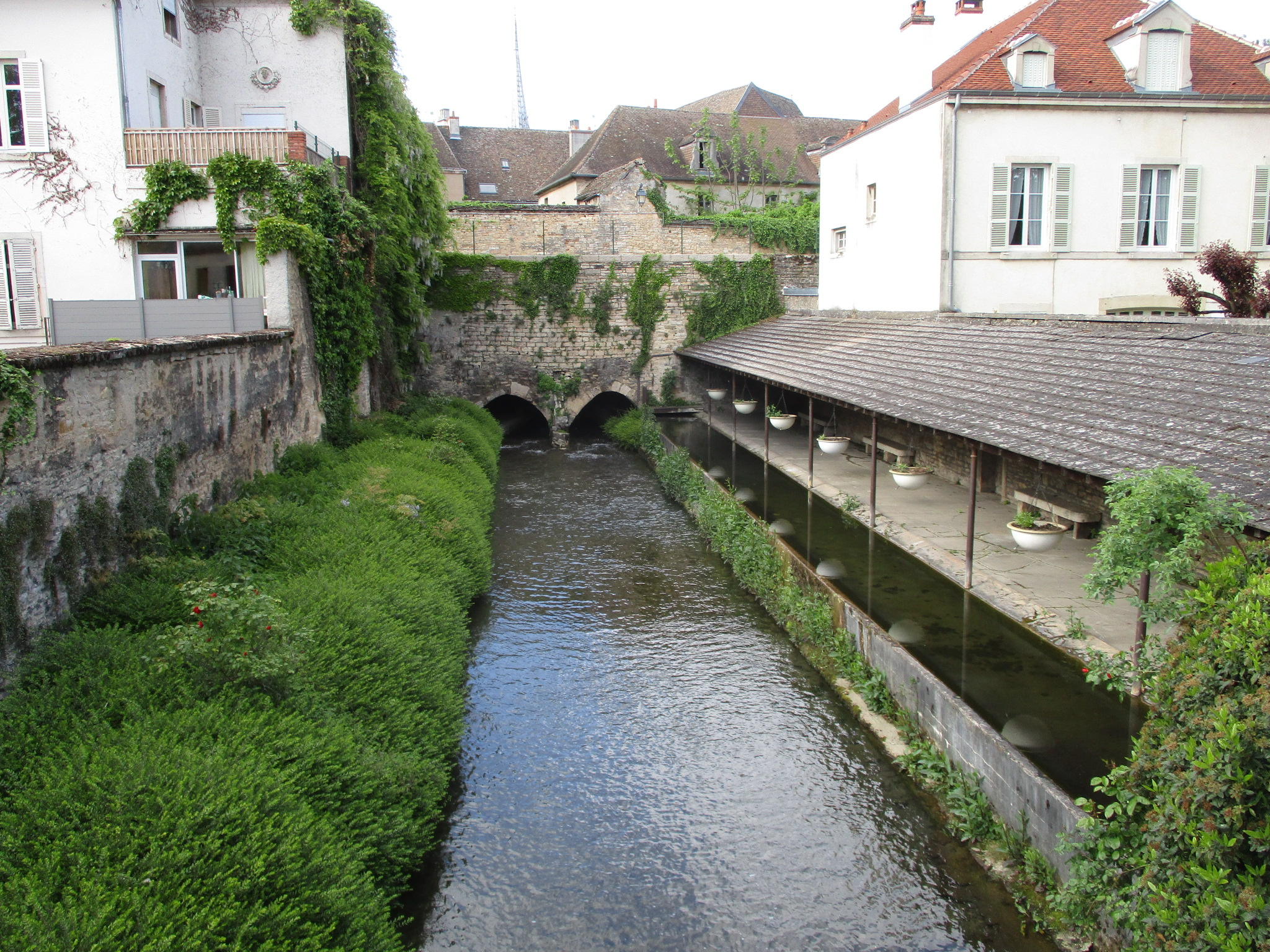
Remparts et ancien lavoir Saint Jacques (1887) sur la Bouzaise
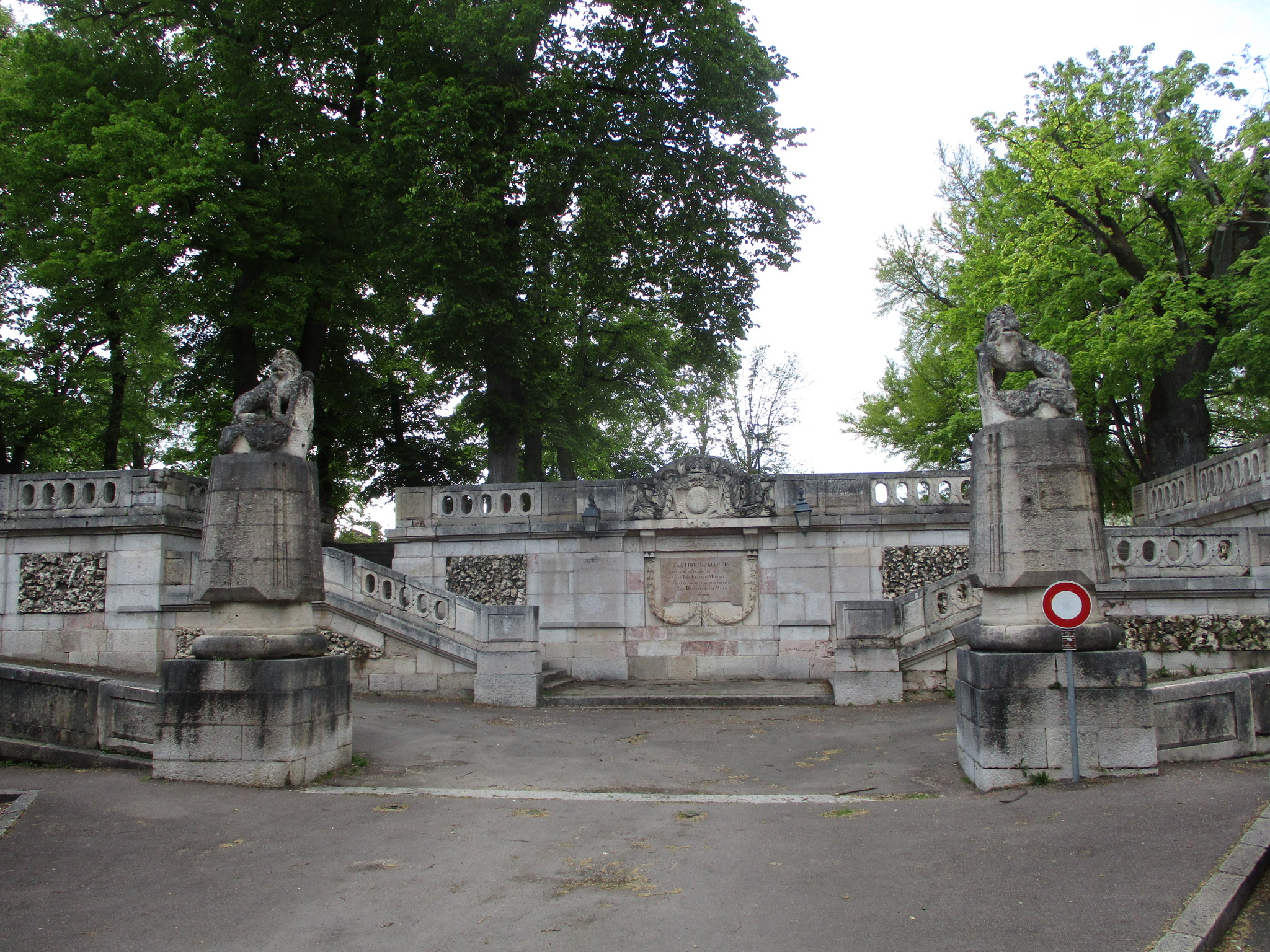
Ancien bastion Saint-Martin
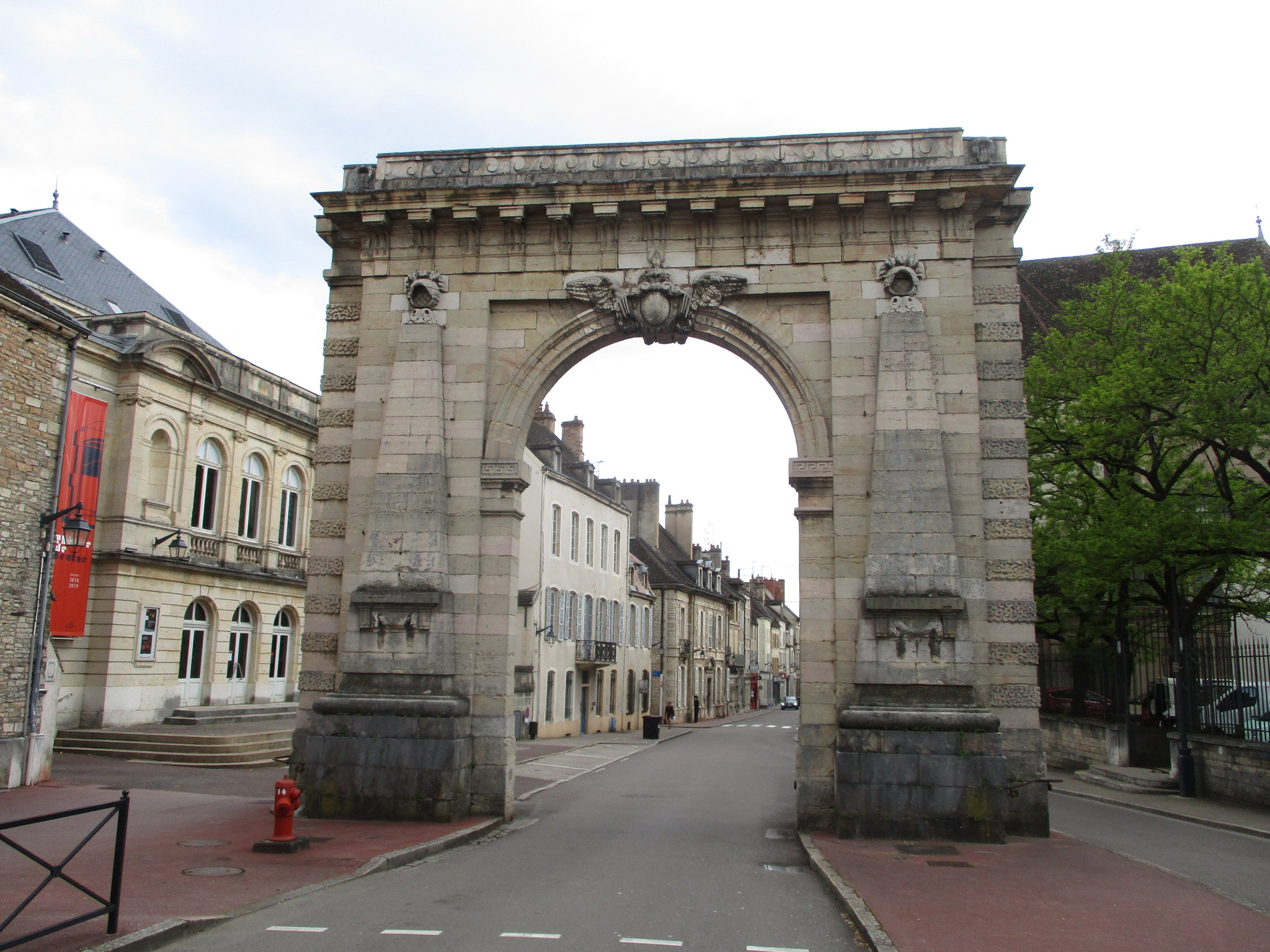
Porte (1770) et ancien bastion (1569) Saint-Nicolas
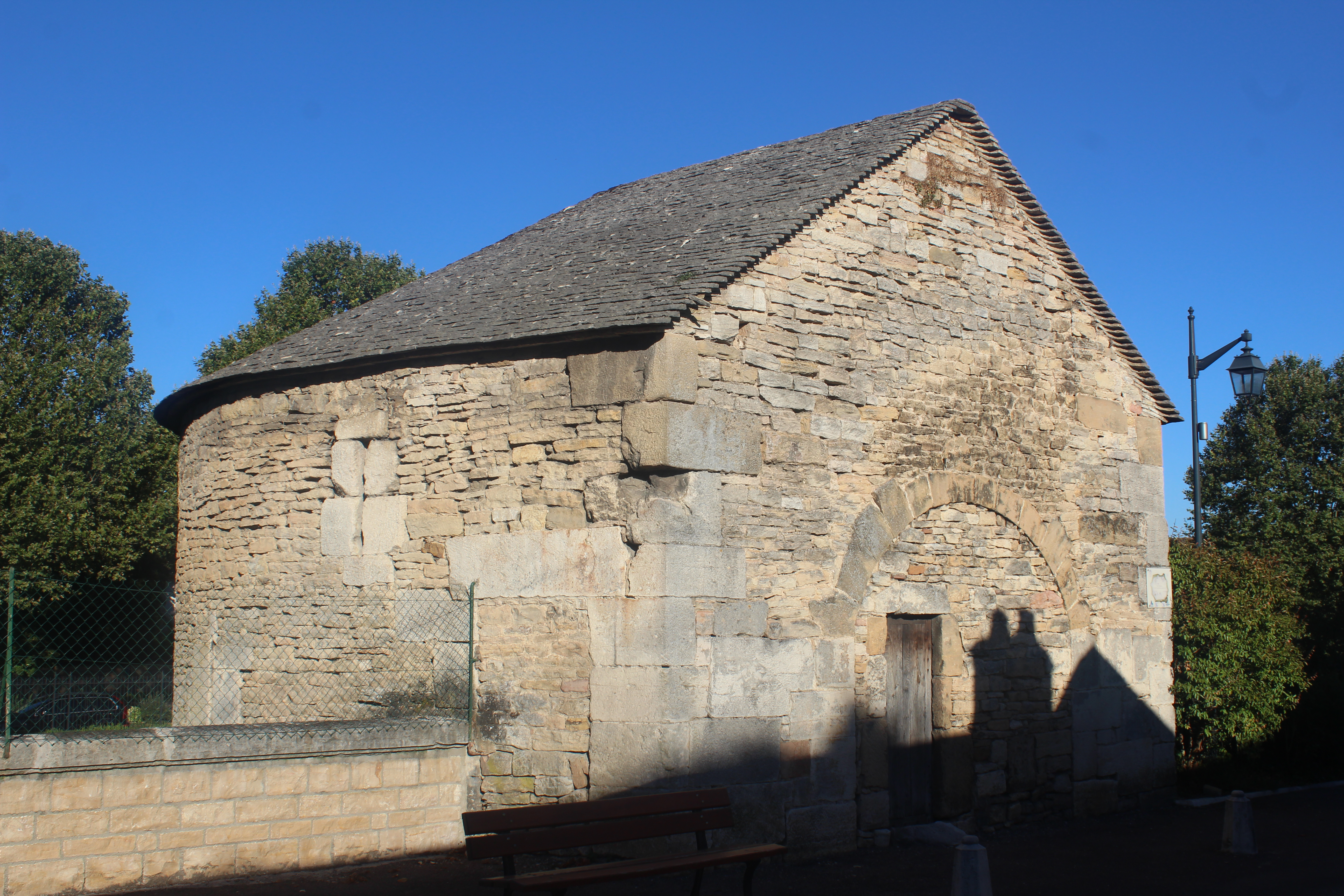
Tour Blondeau
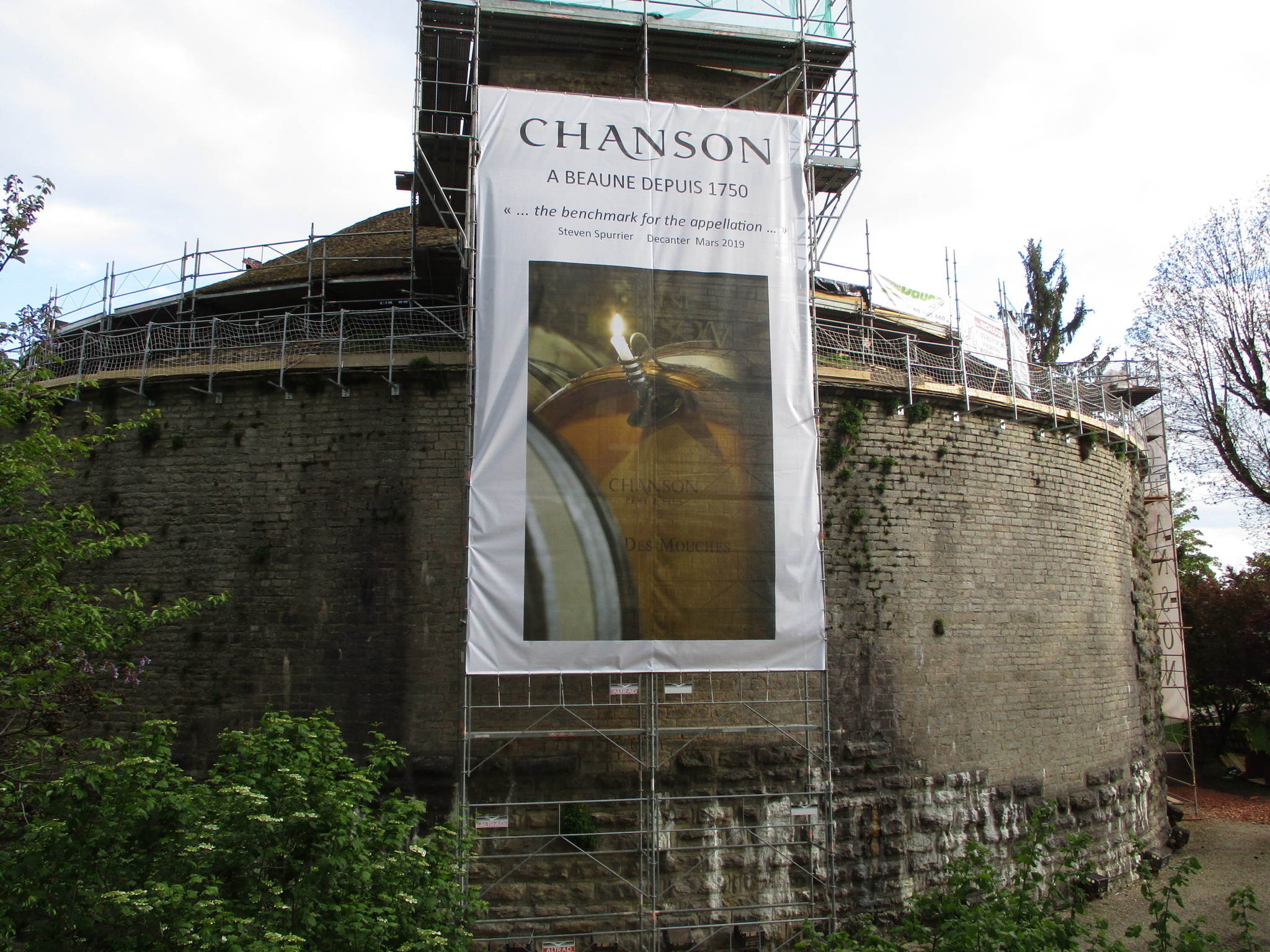
Tour de l'Oratoire ou Tour des Filles
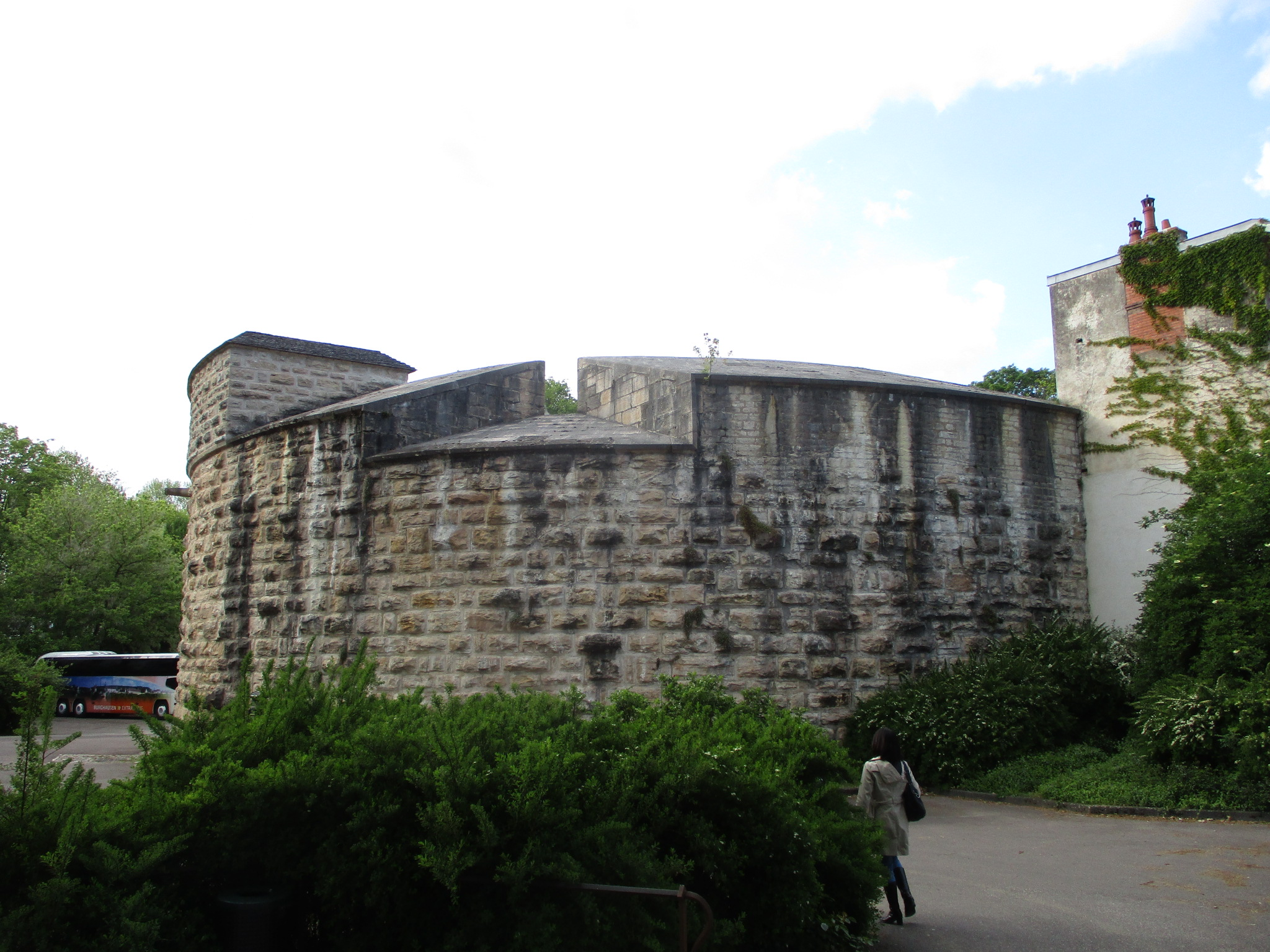
Tour des Cordeliers
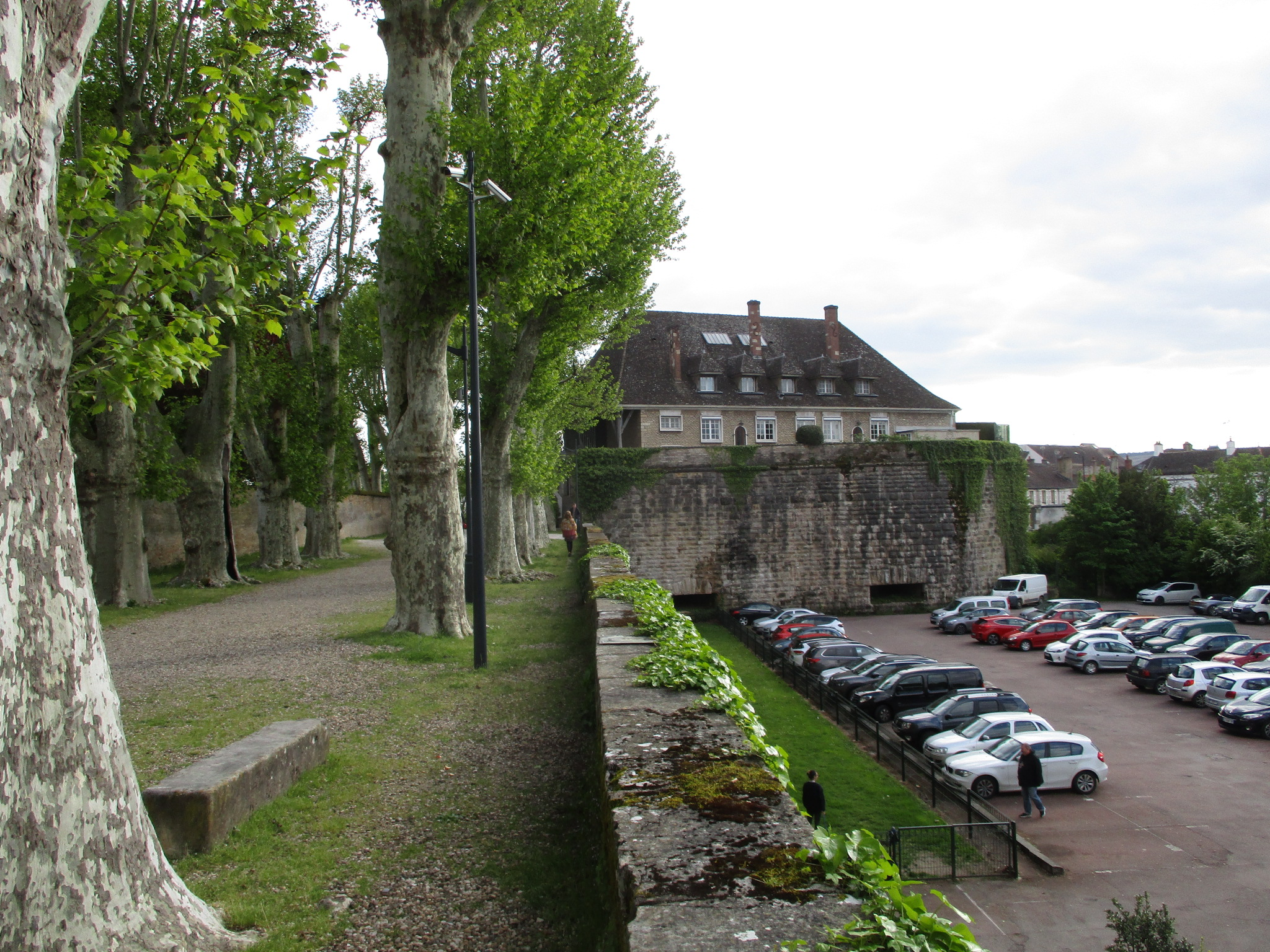
Chemin de rempart et tour des Dames
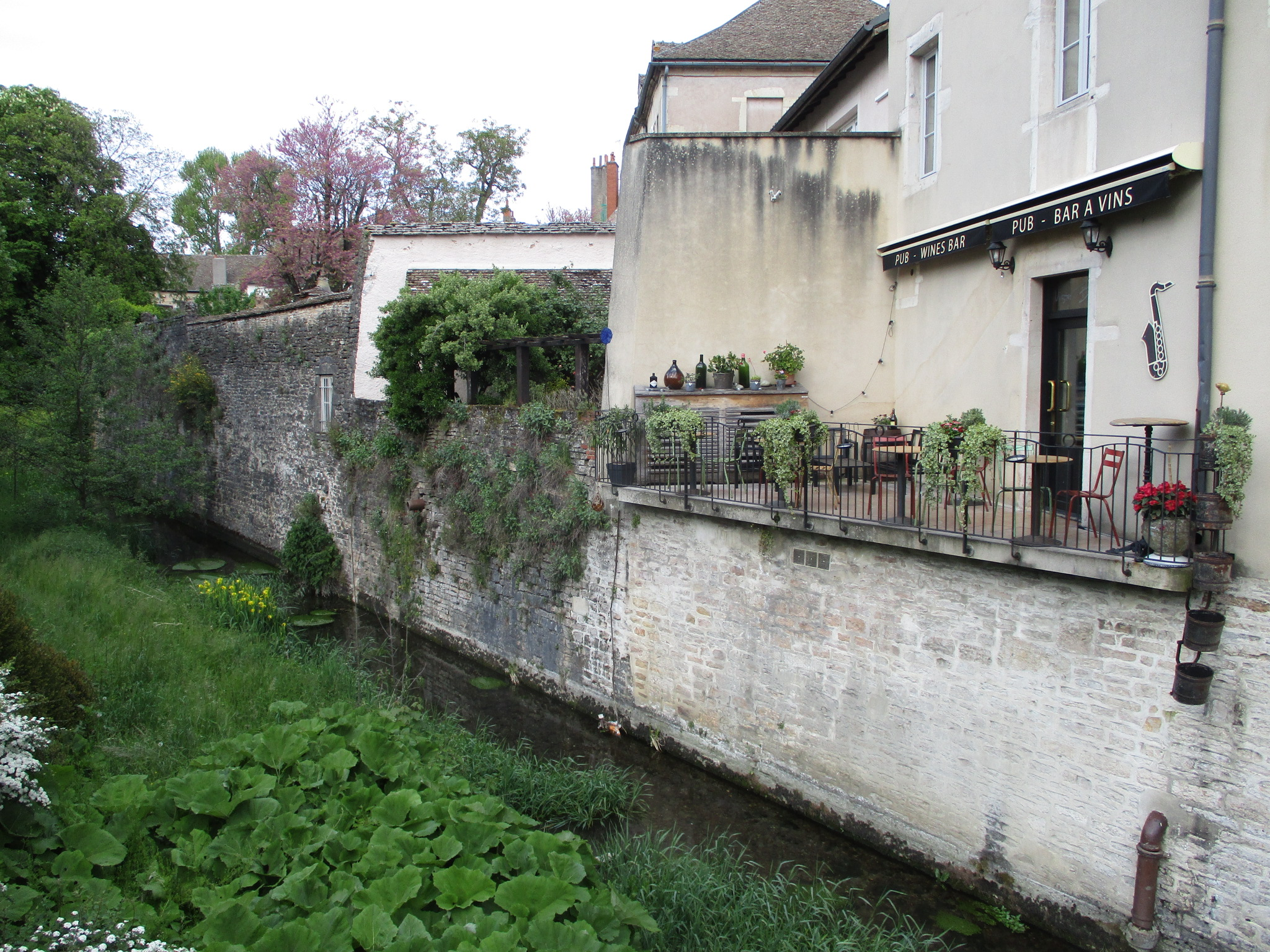
Remparts et anciennes douves
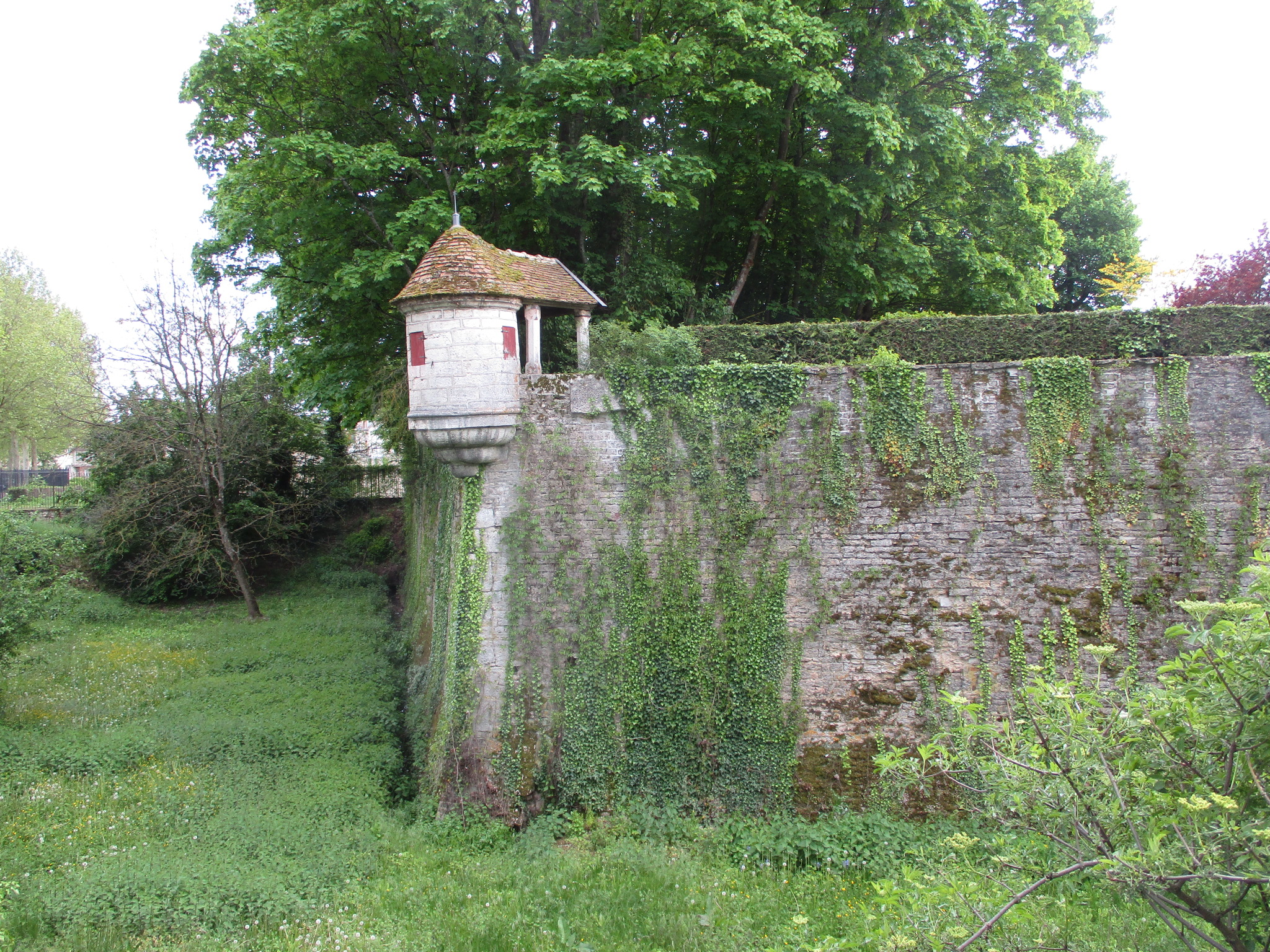
Remparts et échauguette
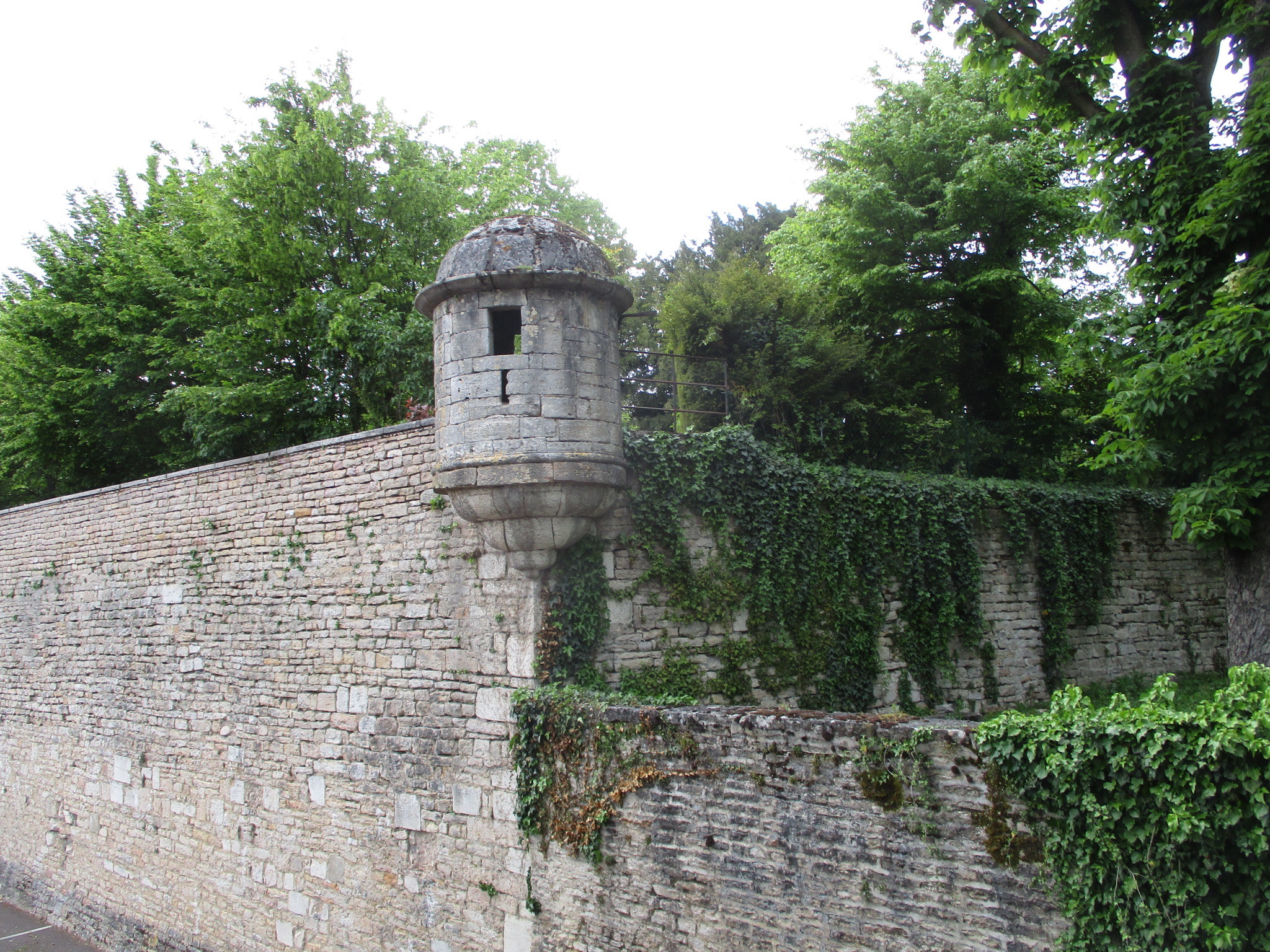
Remparts et échauguette